# Constantin Prezan
Constantin Prezan (27. ledna 1861, Butimanu – 27. srpna 1943) byl rumunský generál během první světové války, v roce 1930 povýšený do hodnosti maršála.
Je po něm pojmenován hlavní bukurešťský bulvár.
V průběhu své kariéry získal také všechny tři stupně Řádu Michala Vítěze.